# Jean-Louis Flandrin
 (décembre 2013).
Si vous disposez d'ouvrages ou d'articles de référence ou si vous connaissez des sites web de qualité traitant du thème abordé ici, merci de compléter l'article en donnant les références utiles à sa vérifiabilité et en les liant à la section « Notes et références ».
Pour les articles homonymes, voir Flandrin.
Jean-Louis Flandrin, né le 4 juillet 1931 à Grenoble et mort le 8 août 2001 à Paris est un historien français qui a profondément renouvelé l'histoire de la famille, de la sexualité et de l'alimentation.
Ses travaux en la matière ont été novateurs par les méthodes d'analyse inventées et par les documents explorés (pénitentiels, livres de cuisine, proverbes), pris en compte sur une longue durée allant du Haut Moyen Âge au XIXe siècle.

## Biographie
Après des études secondaires à Alger et des études supérieures à Paris, Jean-Louis Flandrin fut reçu à l'agrégation d'histoire en 1956. Enseignant au lycée de Constantine puis à celui d'Alger, il entreprit, en 1960, une thèse d'histoire sur le thème de l'histoire de la sexualité et de la famille. Sa contribution à Une Histoire de l'amour et de la sexualité en Occident lui valut l'obtention du doctorat d'État sur travaux à Paris IV en 1979.
Il fut aussi membre du Haut conseil de la population et de la famille (1985-1988).
À partir de la fin des années 1970 et des années 1980, il entreprend jusqu'à sa mort une histoire de l'alimentation et de la cuisine, à l'instar d'autres historiens français comme Lucien Febvre, Fernand Braudel, Jean Hermadinquer, Jean-Paul Aron, ou italiens comme Massimo Montanari, Piero Camporesi ou Alberto Capatti. Il publie et dirige avec Massimo Montanari la première histoire européenne de l'alimentation, traduite en italien, en anglais, en coréen.

En 1978, il prend le pseudonyme de « Platine », le surnom de Bartolomeo Sacchi, un humaniste, écrivain et gastronome italien, pour signer sa chronique sur l'alimentation et la cuisine dans la revue L'Histoire.

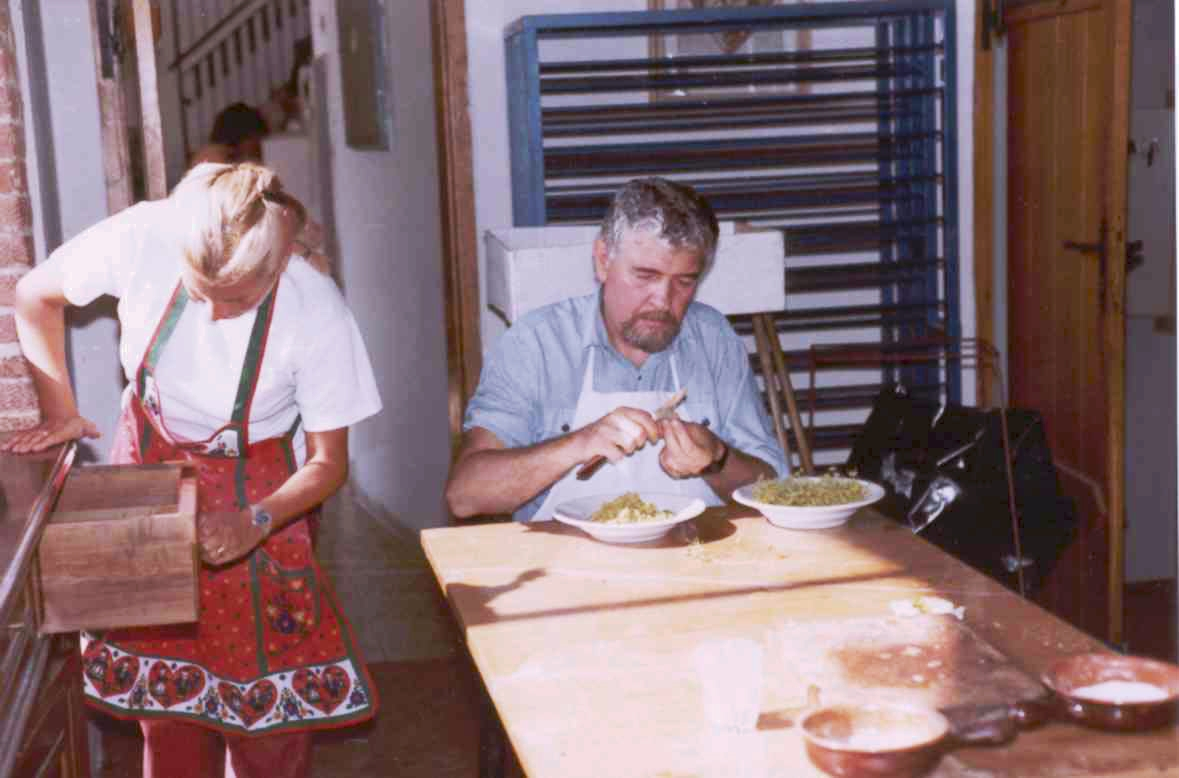
Jean-Louis Flandrin préparant un mets pour un banquet médiéval dans le quartier de la Selva à Sienne, 1981

Au cours des séminaires d'études de l'École des hautes études en sciences sociales des années 1980 et 1990, il organisait avec ses étudiants un banquet tentant de reconstituer les festins et les repas de cours du Moyen Âge ou de l'époque des Temps modernes.
Membre du CNRS et chef de travaux à l'École pratique des hautes études, en 1964, puis maître-assistant à la Sorbonne de 1967 à 1981, visiting fellow au Davis Center de Princeton en 1976-1977, Jean-Louis Flandrin participa à la création du Centre universitaire de Vincennes (Université de Paris VIII) en 1968 et y enseigna jusqu'en 1995.
Directeur d'études à l'École des hautes études en sciences sociales, il y anima un séminaire de 1983 à 2001 et fut un lecteur régulier de la bibliothèque de la fondation Maison des sciences de l'homme, qui s'est vu confier une partie de ses livres.

## Publications

### Ouvrages
- L’Église et le contrôle des naissances, Paris, Flammarion, 1970. (EAN 2000197660474)
- Les Amours paysannes (XVIe-XIXe siècle), Paris, Gallimard / Julliard, 1975.  (ISBN 2-07-029181-2)
- Familles. Parenté, maison, sexualité dans l'ancienne société, Paris, Hachette, 1976.  (ISBN 2-01-002330-7)
- Le Sexe et l'Occident. Évolution des attitudes et des comportements, Paris, Seuil, 1981.  (ISBN 2-02-005762-X)
- Un temps pour embrasser. Aux origines de la morale sexuelle occidentale (VIe – XIe siècle), Paris, Seuil, 1983.  (ISBN 2-02-006369-7)
- Chronique de Platine. Pour une gastronomie historique, Paris, Odile Jacob, 1992.  (ISBN 2-7381-0159-3)
- (dir.) Histoire de l'alimentation, Paris, Fayard, 1996, ouvrage collectif codirigé avec Massimo Montanari.  (ISBN 2-213-59457-0)
- Fêtes gourmandes au Moyen Âge, Paris, Imprimerie nationale, 1998, avec Carole Lambert.  (ISBN 2-7433-0268-2)
- (dir.) Tables d’hier, tables d’ailleurs, Paris, Odile Jacob, 1999, ouvrage collectif codirigé avec Jane Cobbi.  (ISBN 2-7381-0564-5)
- L'Ordre des mets, Paris, Odile Jacob, 2002.  (ISBN 2-7381-1052-5)
- La Blanquette de veau. Histoire d'un plat bourgeois (préface de Patrick Rambourg), Paris, Jean-Paul Rocher éditeur, 2002.  (ISBN 2-911361-47-4)

Les papiers personnels de Jean-Louis Flandrin sont conservés aux Archives nationales, site de Pierrefitte-sur-Seine, sous la cote 624AP : Inventaire du fonds.

### Articles
- « L'attitude à l'égard du petit enfant et les conduites sexuelles dans la civilisation occidentale — Structures anciennes et évolution », Annales de démographie historique, 1973, pp. 143-210 (lire en ligne, consulté le 26 février 2023)
- « Sentiments et civilisation », Annales E.S.C., septembre-octobre 1965, no 5, (repris dans Le Sexe et l'Occident, Paris, Seuil, 1981)
- « La vie sexuelle des gens mariés dans l'ancienne société — De la doctrine de l’Église à la réalité des comportements », Communications, vol. 35, no 1, 1982, pp. 102–115 (DOI 10.3406/comm.1982.1526, lire en ligne, consulté le 25 février 2022)